# Luis Stazo
Luis Antonio Stazo (* 21. Juni 1930 in Buenos Aires, Argentinien; † 21. März 2016 in Berlin, Deutschland) war ein argentinischer Bandoneonspieler, Bandleader, Arrangeur und Komponist.

## Leben
Geboren in Buenos Aires, begann er im Alter von sieben Jahren Bandoneón zu spielen.
Mit elf spielte er bereits im Kinder-Orchester. Bis zur Gründung des Sexteto Mayor im Jahre 1973, mit dem er über 20 Alben aufnahm, spielte und begleitet er Größen wie Osmar Maderna, Angel Vargas, Juan Carlos Cobián, Jorge Argentino Fernández, Lucio Demare, Argentino Galván, Alberto Morán und nicht zu vergessen Roberto Goyeneche („el Polaco“), mit welchem er auch das Album La máxima expresión del Tango einspielte.
Als Arrangeur schrieb er allein für das Sexteto über 150 Arrangements. In seiner lang anhaltenden Karriere von über 60 Jahren spielte auf allen Bühnen dieser Welt. Preise wie der Konex, Grand Premio de Sadayc (Vereinigung der Autoren und Komponisten aus Argentinien) oder der Grammy Latino im Jahre 2003 sind nur einige Auszeichnungen. Unter seinen über 100 Kompositionen befinden sich Stücke wie No nos veremos mas, Orgullo Tanguero und A Don Julio de Caro. Einige seiner Kompositionen entstanden zusammen mit Ernesto Baffa, Enrique Cadícamo, Julio de Caro und Federico Silva.
Die letzten 20 Jahre begleitete er zusammen mit dem Sexteto Mayor die Broadway-Produktionen „Tango Argentino“ und „Tango Pasión“.
Nach dem Tod des Musikers, Komponisten und Arrangeurs Pepe Libertella verabschiedete sich Ende 2004 Stazo von seinem Sextett und gründete mit dem neuen Jahr in Berlin das Tango-Trio „Stazomayor“. Seitdem war er gern gesehener Gastmusiker bzw. Arrangeur in Tango-Orchestern bzw. Sinfonie-Orchestern. So nahm er mit der Berliner Gruppe „Quinteto Ángel“ u. a. 2008 den Song Tango der jungen Sängerin Leandra Gamine in einer klassischen Tango-Argentino-Version auf. Ende 2008 erweiterte er das Trio und gründete das Sexteto StazoMayor.
Er lebte bis zuletzt mit seiner Frau Manuela in Berlin.